# Роберт Фрост
Ро́берт Лі Фрост (англ. Robert Lee Frost; 26 березня 1874, Сан-Франциско — 29 січня 1963, Бостон) — американський поет. Відомий реалізмом зображення сільського життя та знанням розмовної американської англійської. У його творах часто зображуються сцени із сільського життя в Новій Англії початку двадцятого століття, які він використовував для вивчення складних соціально-філософських тем. Один із найпопулярніших американських поетів XX століття. Фрост є чотириразовим лауреатом Пулітцерівської премії. Нагороджений Золотою медаллю Конгресу за поезію (1960). 22 липня 1961 року він став поетом-лауреатом штату Вермонт.

## Біографія
Роберт Фрост народився 26 березня 1874 у Сан-Франциско. 5 травня 1885 року батько помер і сім'я переїхала до міста Лоренс у штат Массачусетс. Фрост закінчив школу 1892 року. Навчався два місяці у Дартмутському коледжі, потім повернувся додому. Він працював на різних роботах: навчав, допомагав матері вчити, розносив газети та працював на фабриці.
1894 року він продав свого першого вірша «Мій метелик. Елегія» (англ. My Butterfly. An Elegy) (опублікований 8 листопада 1894 року, у New York Independent) за $15. Гордий цим звершенням він запропонував Елінор Міріам Вайт (англ. Elinor Miriam White) одружитися, але вона погодилася на його пропозицію тільки після закінчення коледжу. Вони одружилися 19 грудня 1895 року у Лоренсі.
Фрост навчався у Гарвардському університеті із 1897 по 1899 роки, але залишив заклад через хворобу. Дід Фроста придбав ферму для Роберта та Елінори у Деррі, Нью-Гемпшир. Наступні дев'ять років Фрост працював на фермі та писав поезію. З 1906 по 1911 року він викладав у Академії Пінкертона, потім працював у Нью-Гемпширській нормальній школі (тепер університет) у Плімуті.
1912 року він із сім'єю переїхав до Великої Британії. Його перша збірка поезій «Воля хлопчика» (англ. A Boy's Will) була опублікована наступного року. 1914 року вийшла збірка «На північ від Бостона» (англ. North of Boston).
В 1915 році, під час Першої світової війни, Фрост повернувся до Америки. Фрост купив ферму у Франконії, де він писав, викладав і читав лекції до 1938 року. Тепер це музей Дім Фроста. Протягом 1916—20, 1923—24, and 1927—1938 років Фрост викладав англійську мову в Амхерстському коледжі у Массачусетсі.
1924 року він отримав першу Пулітцерівську премію за збірку «Нью-Гемпшир». Другу премію він отримав за зібрку «Вибрані вірші» (англ. Collected Poems) (1931), третю — за збірку «Неозора далечінь» (англ. A Further Range) (1937), а четерту — за «Дерево-свідок» (англ. A Witness Tree) (1943).
1960 року Фрост отримав Золоту медаль Конгресу, яку вручив Президент Кеннеді у березні 1962 року.
У 86 років Фрост прочитав свого відомого вірша «Дар навічно» (англ. The Gift Outright) на інавгурації Президента Джона Фіцджеральда Кеннеді 20 січня 1961 року.
Роберт Фрост помер у Бостоні 29 січня 1963 року.

## Творчість

### Переклади українською
Серед перекладачів його творів українською мовою Валерій Бойченко, Валерій Кикоть, Віталій Коротич, Євген Крижевич, Віктор Марач, Дмитро Павличко, Максим Стріха, Остап Тарнавський та інші. 
2021 року твори Р. Фроста вийшли в Україні окремою книгою: Кикоть В. М. Роберт Фрост в українських перекладах. Київ:  Видавничий дім «Кондор», 2021. 360 с. Видання містить дослідження життєвого і творчого шляху поета, широкий коментар його творів і перекладів.

## Виноски
1. ↑  Find a Grave — 1996.
2. 1 2 3 4 5 6 7 8 9 10 11 12 13 14 15 16 17 18 19 20  https://www.biography.com/people/robert-frost-20796091
3. ↑  National Archives Catalog
4. ↑  Національний реєстр історичних місць США — 1966.
5. ↑  Bibliothèque nationale de France BNF: платформа відкритих даних — 2011.
6. ↑  CONOR.Sl
7. ↑  Swartz A. Open Library — 2007.
8. ↑  Swartz A. Open Library — 2007.
9. ↑  Swartz A. Open Library — 2007.
10. ↑  Swartz A. Open Library — 2007.
11. ↑  Swartz A. Open Library — 2007.
12. ↑  Swartz A. Open Library — 2007.
13. 1 2  Pas L. v. Genealogics — 2003.
14. ↑  encyclopedia.com — HighBeam Research.
15. 1 2  Robert Frost. Encyclopædia Britannica (вид. Online). 2008. Процитовано 21 грудня 2008.
16. ↑  Contemporary Literary Criticism. Ed. Jean C. Stine, Bridget Broderick, and Daniel G. Marowski. Vol. 26. Detroit: Gale Research, 1983. p110
17. ↑  Ehrlich, Eugene; Carruth, Gorton (1982). The Oxford Illustrated Literary Guide to the United States. Т. vol. 50. New York: Oxford University Press. ISBN 0-19-503186-5. {{cite book}}: |volume= має зайвий текст (довідка)
18. ↑  Nancy Lewis Tuten; John Zubizarreta (2001). The Robert Frost encyclopedia. Greenwood Publishing Group. с. 145. ISBN 978-0-313-29464-8. Halfway through the spring semester of his second year, Dean Briggs released him from Harvard without prejudice, lamenting the loss of so good a student.
19. ↑  Jay Parini (2000). Robert Frost: A Life. Macmillan. с. 64—65. ISBN 978-0-8050-6341-7.
20. ↑  Jeffrey Meyers (1996). Robert Frost: a biography. Houghton Mifflin. Frost remained at Harvard until March of his sophomore  year, when he decamped in the middle of a term ...
21. ↑  Pulitzer Prize Website
22. ↑  Office of the Clerk — U.S. House of Representatives, Congressional Gold Medal Recipients. Архів оригіналу за 23 липня 2011. Процитовано 11 червня 2016.
23. ↑  Parini, Jay (1999). Robert Frost: A Life. New York: Henry Holt and Company. с. 408, 424—425. ISBN 9780805063417.